# 水石

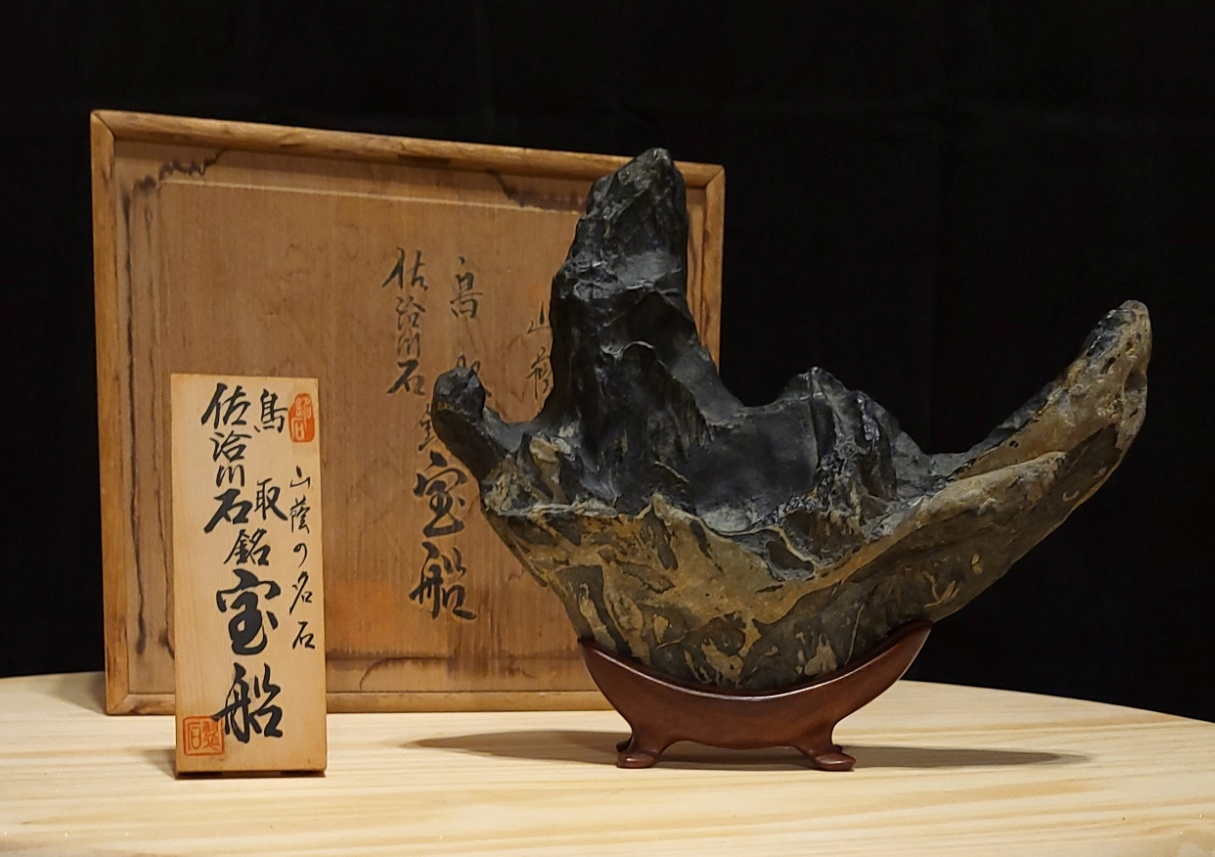
带有底座与盒子的日本水石。木匾和盒子上的铭文说明了这是来自鸟取县山阴地方佐治川的一块名石，这块石头被命名为宝船。

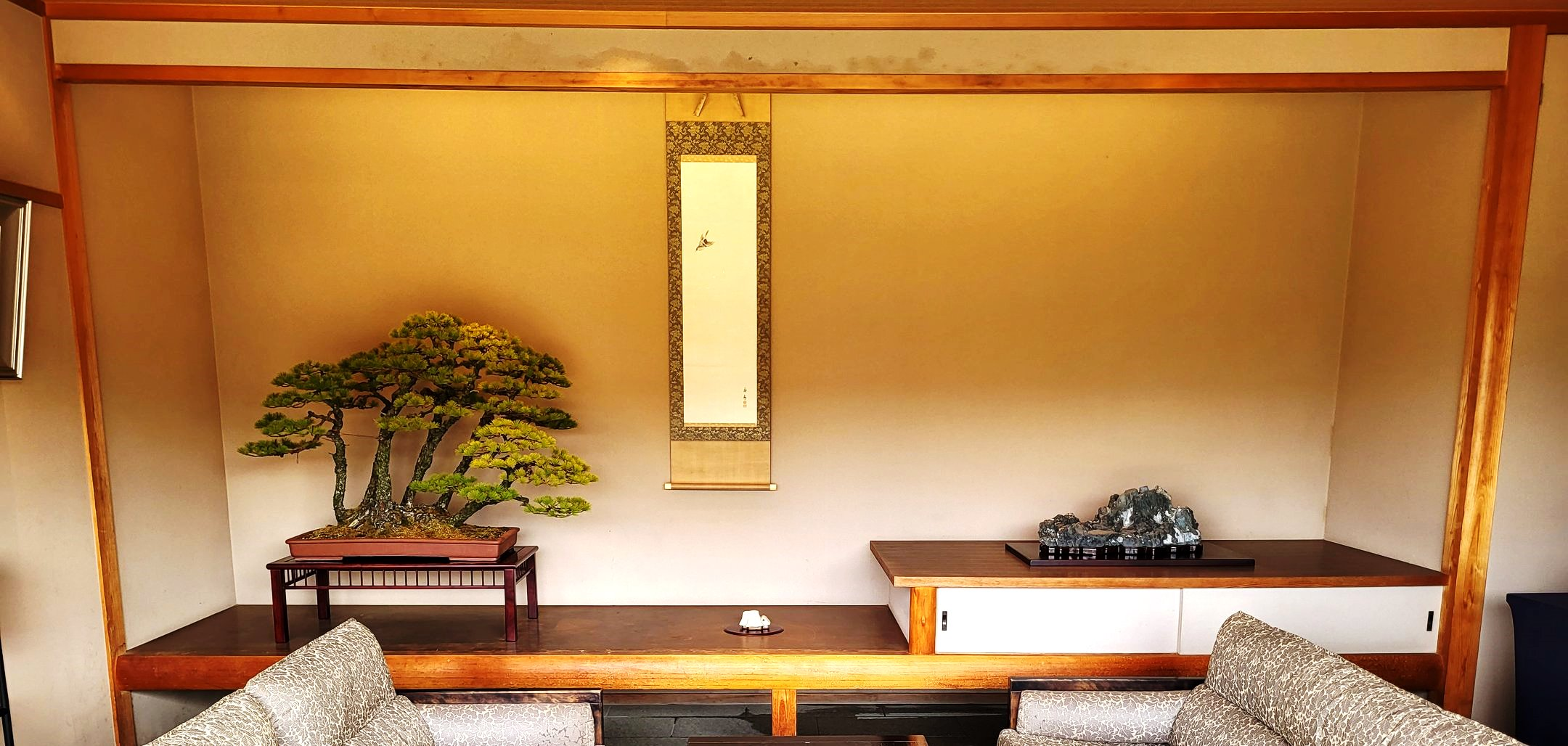
床之间陈列着盆景和水石，以及一幅悬挂式卷轴。此壁龛位于日本埼玉县羽生市九亭花园。

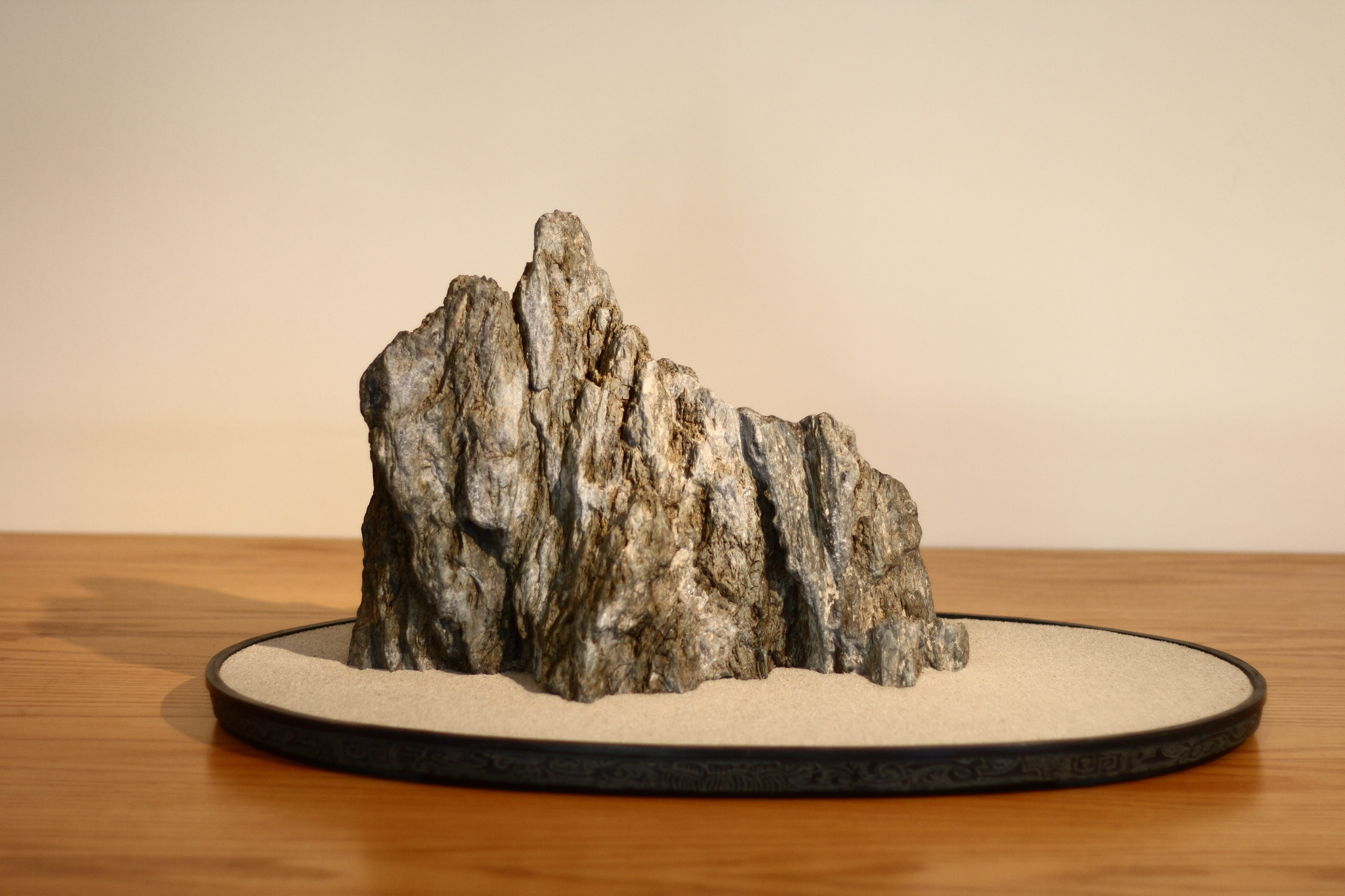
水石置于盛满沙子的青铜土盘中

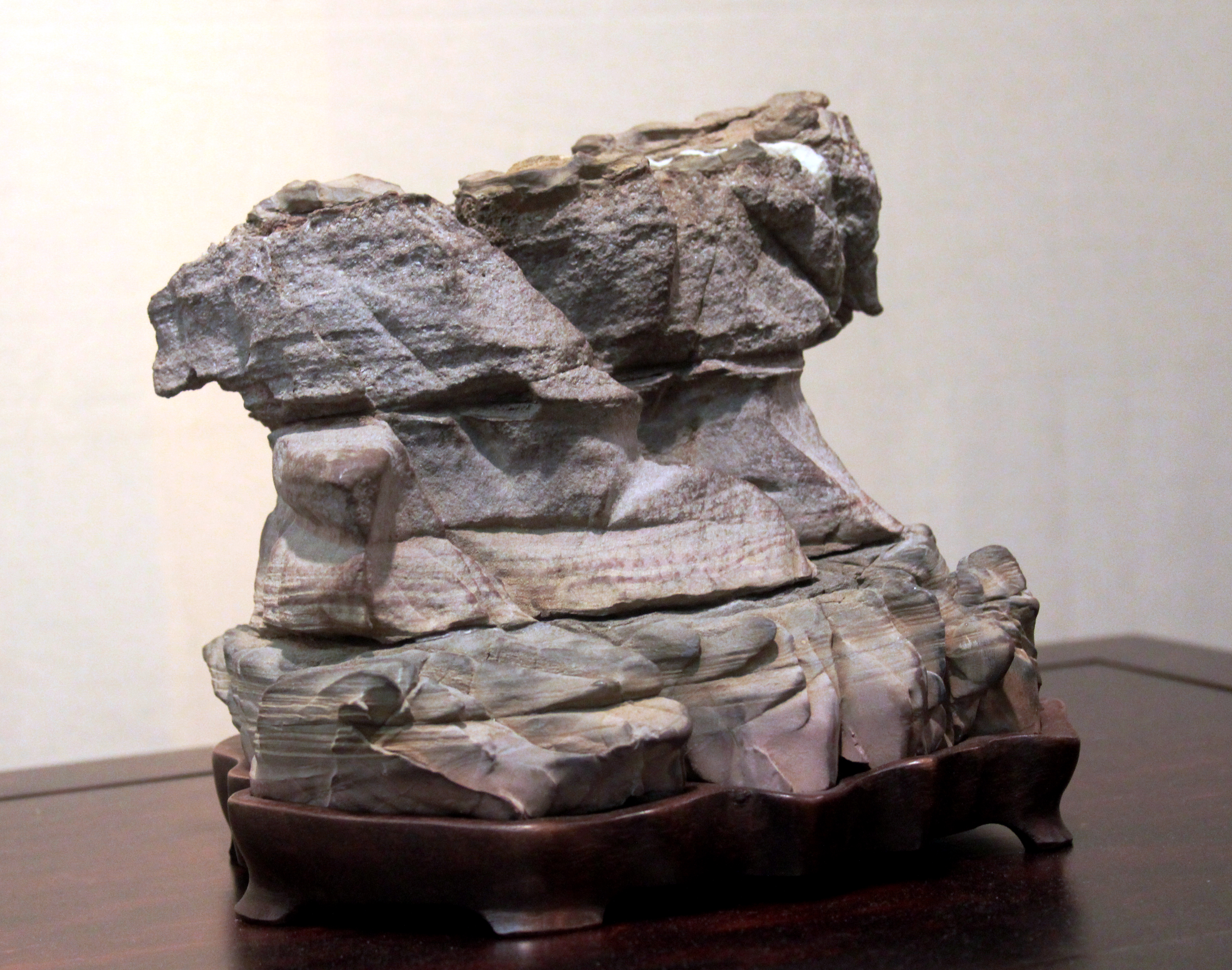
水石及其木制底座

水石是日本传统文化中一种天然的小石头，因其美丽并可唤起自然场景或物体的感受而受到欣赏。据说水石艺术源于14世纪中国的赏石爱好，日本后醍醐天皇（1288-1339年）就陈列过一块水石。
水石与日本的盆景艺术紧密相联系，它们是日本传统文化中欣赏自然的浩瀚与精华的“双柱”。水石与盆景常一起摆放在床之间中。

## 历史
中国文人所作的供石影响了日本水石的发展。 日本水石的历史始于推古天皇时期，由中国皇室作为礼物带到日本。
水石常以两种不同方式陈列：
- 放置在木质底座中。
- 放置在防水的陶瓷或青铜水盘中。

水石并不是在自然界中随意寻找的普通石头，它们必须富有表现力，并且具有特殊的形状、颜色和纹理，才能称之为水石。 
水石可按表现题材分为山形石 / 遠山石 / 島形石、滝石、水溜石、茅舍石 、土坡石、段石、雨宿石、抽象石、絵画石等。明治以前的水石主要是山水题材。
水石均是天然的，多存在于河流、海洋和喀斯特地区。除将底座切平以放置在台座、水盘或土盘上展示外，不允许对水石进行重塑。 然而，在一些爱好者眼中仅是切平底座也降低了它们的价值。

## 鉴赏
水石鉴赏注重颜色、形状、标记和表面的细微差别。据丸岛秀夫在《日本爱石史》中所写：
欣赏托盘中的石头根本不是什么愚蠢的事，我从一块小石头中看到了整个世界。这世间万物，有的很大，有的很小，形态各异，但从本质上看，并没有什么太大的区别。 
常见的水石题材包括山、瀑布、岛屿、茅草屋或动物。 